# Avelina Sajfetdinova
Avelina Sajfetdinova (russisk: Авелина Сайфетдинова født 25. juni 2002) er en russisk tennisspiller. Hun spiller juniorturneringer, og fik debut på ITF Women's Circuit i 2017, hvor hun også spiller double.
Ved European Youth Olympic Festival, der blev afholdt i juli 2017 i Ungarn, fik Sajfetdinova sølvmedalje, efter at hun tabte finalen til danske Clara Tauson med 1-6, 3-6.